# Bower
Bower är ett pantsystem för förpackningar. Företag som är anslutna till systemet markerar sina förpackningar, och brukaren använder en app för att skanna en kod och registrera att den returneras. Användaren ersätts med till exempel pengar, återbäring och kuponger. Appen finns tillgänglig i Sverige, Norge, Danmark, Finland och Storbritannien. År 2023 hade appen över 580 000 användare som har pantat över 73 miljoner förpackningar, vilket har lett till att över tre miljoner kilo koldioxid har sparats.

## Funktion
Varan skannas i hemmet, med produktens befintliga streckkod. När förpackningen sedan tas till en åẗervinnigsstation uppmanar appen till att registrera att den lämnas in, och användaren får poäng. Poängen kan sedan omvandlas till pengar, återbäring, kuponger och liknande.

## Historik
Appen grundades 2016 med av syskonen Suwar Mert och Berfin Mert. Då hette appen "PantaPå". 2021 bytte appen namn till "Bower" för att kunna expandera globalt. Namnet kommer från Bowerbirds, som är lövsalsfåglar i Australien, som tar tillvara och färgsorterar skräp för att dekorera sin lövsal.